# 潛意識
潜意识（英語：Unconscious mind）是指那些在正常情况下根本不能变为意识的东西，比如，内心深处被压抑而无从意识到的欲望，即所谓冰山理论：人的意识组成就像一座冰山，露出水面的只是一小部分（意识），但隐藏在水下的绝大部分却对其余部分产生影响（无意识）。
弗洛伊德认为潛意识具有能动作用，它主动地对人的性格和行为施加压力和影响。弗洛伊德在探究人的精神领域时运用了决定论的原则，认为事出必因。看来微不足道的事情，如做梦、口误和笔误，都是由大脑中潜在原因决定的，只不过是以一种伪装的形式表现出来。由此，弗洛伊德提出关于无意识精神状态的假设，将意识划分为三个层次：意识、潛意识和无意识。
其他與弗洛伊德同期的著名精神分析學者對潜意识有一些不同於弗洛伊德的看法，例如榮格把潜意识分為個人潛意識及集體潛意識；阿德勒就覺得潜意识中最核心的不是弗洛伊德提出的生存本能和死亡本能，而是自卑感與優越感。比較後期的精神分析學者埃里希·弗罗姆就提出了社會潛意識，使精神分析學更全面。
有人对「无意识」概念進行辩护，不允许人们将之称为「下意识」或「潜意识」，認為是错误的，容易引起误解：所谓无意识，它一方面包含着种种因潜伏而暂时不为意识所知，其他一切都与意识活动一样的活动，另一方面又包含着种种被「压抑」的活动，假如这些活动变成意识活动，它们肯定与意识中其他种种活动形成鲜明的对照，與「下意识」或「潜意识」不同。